# Едісон (Вашингтон)
Едісон (англ. Edison) — переписна місцевість (CDP) в США, в окрузі Скеджіт штату Вашингтон. Населення — 240 осіб (2020).

## Географія
Едісон розташований за координатами 48°33′37″ пн. ш. 122°25′52″ зх. д. / 48.56028° пн. ш. 122.43111° зх. д. (48.560201, -122.430981).  За даними Бюро перепису населення США в 2010 році переписна місцевість мала площу 1,49 км², уся площа — суходіл.

## Демографія
Згідно з переписом 2010 року, у переписній місцевості мешкали 133 особи в 54 домогосподарствах у складі 36 родин. Густота населення становила 89 осіб/км².  Було 59 помешкань (40/км²).
Расовий склад населення:
| - 95,5 % — білих - 2,3 % — чорних або афроамериканців |

До двох чи більше рас належало 2,3 %. Частка іспаномовних становила 0,0 % від усіх жителів.
За віковим діапазоном населення розподілялося таким чином: 21,1 % — особи молодші 18 років, 59,4 % — особи у віці 18—64 років, 19,5 % — особи у віці 65 років та старші. Медіана віку мешканця становила 44,6 року. На 100 осіб жіночої статі у переписній місцевості припадало 118,0 чоловіків;  на 100 жінок у віці від 18 років та старших — 105,9 чоловіків також старших 18 років.
Цивільне працевлаштоване населення становило 55 осіб. Основні галузі зайнятості: фінанси, страхування та нерухомість — 41,8 %, освіта, охорона здоров'я та соціальна допомога — 34,5 %, будівництво — 23,6 %.